# Juli Lasarewitsch Ketkow
Juli Lasarewitsch Ketkow (russisch Юлий Лазаревич Кетков; * 17. Juli 1935 in Irkutsk; † 11. Januar 2014 in Nischni Nowgorod) war ein sowjetisch-russischer Kybernetiker, Informatiker und Hochschullehrer.

## Leben
Ketkow studierte an der Staatlichen Universität Gorki (GGU, seit 1990 Staatliche Universität Nischni Nowgorod (NNGU)) in der Physikalisch-Mathematischen Fakultät. Mit der ersten Rechner-Gruppe der GGU wurde Ketkow 1956 nach Moskau geschickt für ein Praktikum im Rechenzentrum der Lomonossow-Universität Moskau (MGU). Dann fertigte Ketkow bei dem Kybernetiker Alexei Andrejewitsch Ljapunow, Leiter der Abteilung für Angewandte Mathematik des Moskauer Steklow-Instituts für Mathematik, seine Diplomarbeit an, mit der er sein Studium an der GGU 1957 abschloss.
Ab 1957 arbeitete Ketkow in der GGU. 1965 verteidigte er mit Erfolg seine Dissertation über die optimalen Methoden für die nichtlineare Approximation ebener Kurven und ein System zur automatisierten Programmierung für die Verarbeitung geometrischer Informationen für die Promotion zum Kandidaten der physikalisch-mathematischen Wissenschaften. Ketkows Ergebnisse wurden in Konstruktionsbüros in Gorki, Leningrad, Nowosibirsk und Rostow am Don für 18 Schiffbauprojekte, das Flugzeug Antonow An-24 und den Hubschrauber Mil Mi-4 benutzt.
Ketkow hielt Vorlesungen über Rechnerarchitektur, Betriebssysteme, Betriebssystemprogrammierung, Assemblersprachen, algorithmische Sprachen, Grafikkarten und Textverarbeitung. Über Programmierung mit Pascal, C und C++ mit Embarcadero Delphi und C++Builder hielt er eine allgemeine Vorlesung. Ein Forschungsschwerpunkt war die Grafische Datenverarbeitung. Er verfasste eine Reihe von Lehrbüchern zur Informatik und Programmierung.
1992 verteidigte Ketkow mit Erfolg seine Doktor-Dissertation über die Erstellung von Programmwerkzeugen für die Entwicklung der Dialog-Systeme SAPR für die Produktkonstruktion und ASNI für die Forschung für die Promotion zum Doktor der technischen Wissenschaften. Ketkows Arbeit führte in der GGU zum ersten sowjetischen Mehrbenutzer-Dialog-System auf BASIC-Basis, wofür Ketkow den BASIC-Compiler erstellte.
Im September 2004 schenkte Ketkow als Erster dem Museum der Fakultät für Rechnermathematik und Kybernetik aus seiner Sammlung Bauteile der Rechner aller Generationen, einen Commodore Plus/4 und einen sowjetischen Elektronika 60.

## Ehrungen, Preise
- Preis des Ministerrats der UdSSR im Bereich Kybernetik (1990)[1]
- Vollmitglied der russischen Internationalen Akademie für Informatisierung  (1997)[1]
- Korrespondierendes Mitglied der Akademie der Ingenieurwissenschaften der Russischen Föderation (2000)
- Ehrenarbeiter der Berufsbildung (2005)[1]
- Ehrenarbeiter der NNGU (2006)[1]